# Biblioteca Viipuri

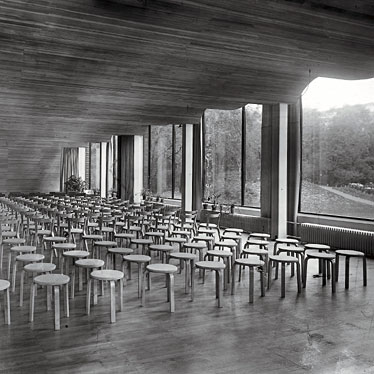
Auditori de la Biblioteca de Viipuri, arquitecte Alvar Aalto, 1933-35, Vyborg, Rússia.

La Biblioteca Viipuri és la biblioteca municipal de Viborg (Rússia), fou construïda quan l'esmentada ciutat pertanyia a Finlàndia i era coneguda en finès amb el nom de «Viipuri». L'arquitecte finlandès Alvar Aalto projectà i bastí aquest edifici entre els anys 1933 i el mes d'octubre de 1935, malgrat que el disseny de l'edifici s'inicià ja l'any 1927. La Biblioteca Viipuri fou immediatament celebrada com un dels edificis més importants del Moviment Modern i la historiografia de l'Arquitectura Moderna el considera com «la primera manifestació regional en el Moviment Modern. Deu la seva fama al sostre ondulat de fusta de l'auditori.